# Hebius igneus
Hebius igneus — вид змій родини полозових (Colubridae). Мешкає в Східній і Південно-Східній Азії.

## Поширення і екологія
Hebius igneus мешкають на півночі В'єтнаму і Таїланду (провінція Нан) та в китайській провінції Юньнань.